# Michael Hepburn
Michael David Hepburn (nascido em 17 de agosto de 1991) é um ciclista de estrada e pista australiano, profissional desde 2009 e atual membro da equipe australiana de categoria UCI World Tour, Orica-Green EDGE.
Ele foi o campeão mundial na perseguição por equipes em 2010, na Dinamarca. Em 2012, Hepburn competiu representando a Austrália nos Jogos Olímpicos de Londres, onde conquistou uma medalha de prata na prova dos 4000 m perseguição por equipes.